# Gaumont

Gaumonts logo

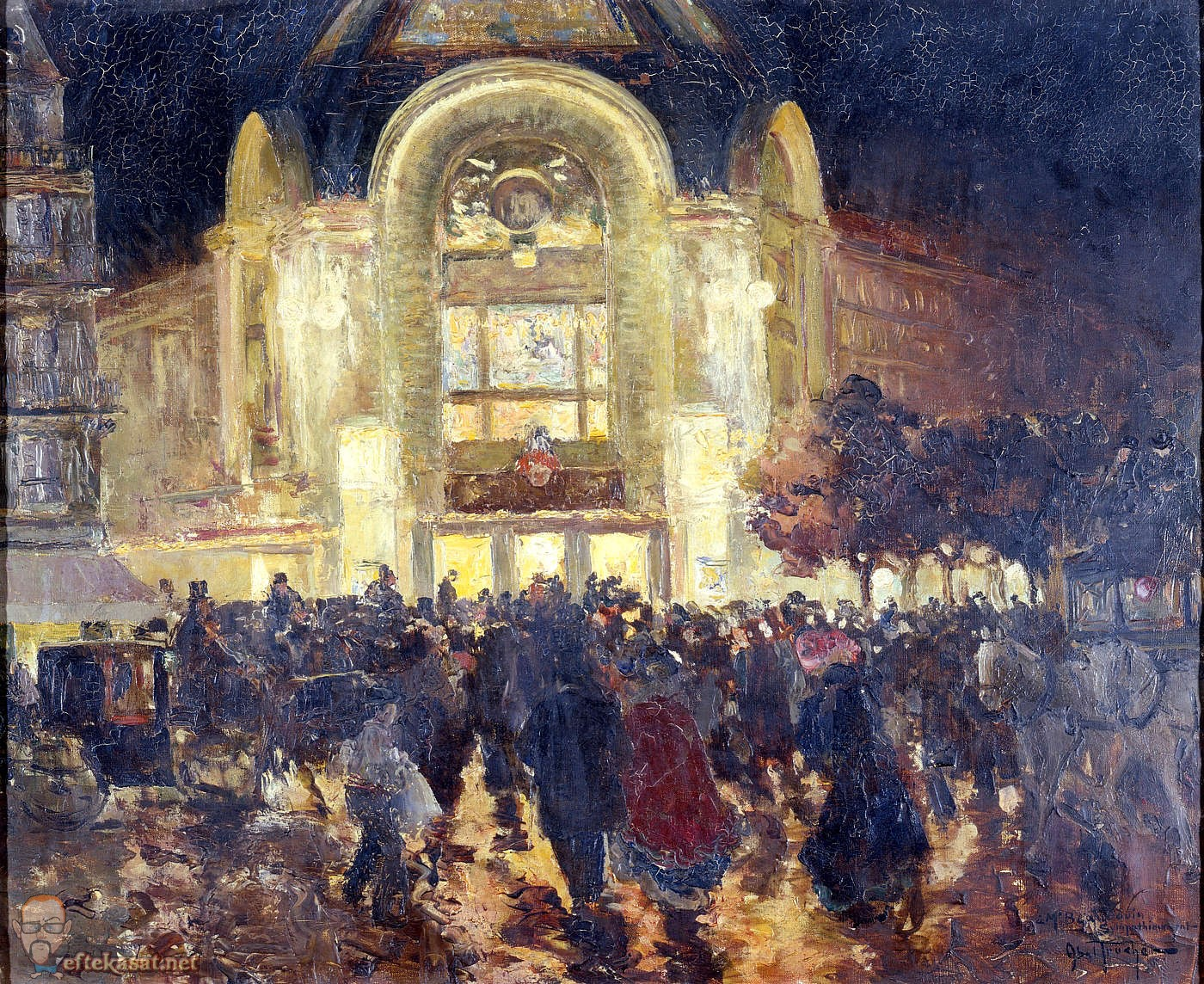
Biografen Gaumont Palace. Målningen Louis Abel-Truchet, 1911.

Gaumont är ett franskt filmbolag grundat 1895 - världens äldsta filmbolag. Gaumont är både produktions- och distributionsbolag.

## Historik
Bolaget Gaumont grundades 1895 av Léon Gaumont med namnet L. Gaumont et compagnie och tillverkade och sålde foto-, film- och projektionsutrustning. Ett par år senare, 1897, bytte det namn till Gaumont och började producera film. De viktigaste personerna i bolaget vid denna tid var stumfilmspionjärerna Léonce Perret, Louis Feuillade och  Alice Guy-Blaché.
Vid Världsutställningen i Paris 1900 presenterade Gaumont en projektor som kopplades till en fonograf, ett tidigt försök att göra ljudfilm. Den kända logon – Prästkragen (fr. Marguerite) – skapades sedan 1903 och är fortfarande, moderniserad och stilliserad, bolagets märke.
Gaumont blev ett aktiebolag 1908 och samlade sin produktion i studiorna kallade Elgé (L.G., Leon Gaumonts initialer) i Buttes-Chaumont i nordöstra Paris. 1911 öppnade bolaget sin första biograf, Gaumont Palace, i Paris 18e arrondissement.
Under och efter första världskriget avstannade Gaumonts expansion på grund av konkurrensen från den amerikansk filmen med stjärnor som Griffith, DeMille, Sennett och Chaplin. Vid mitten av 1920-talet  ingick Gaumont ett distributionsavtal med Metro-Goldwyn-Mayer och biograferna övertogs av det nybildade Gaumont Metro Goldwyn. När ljudfilmen kom på 1930-talet ombildades produktionsbolaget till Gaumont Franco-Film Aubert (GFFA) som huvudsakligen gjorde komedier.
1938 köptes bolaget upp av den franska mediagruppen Havas och fick namnet Société nouvelle des établissements Gaumont. 1975 återfick bolaget det namn det har idag – Gaumont.
Biograferna Gaumont ägs sedan 2001 av Pathé genom dess dotterbolag Europalaces. På 2000-talet  inledde  Gaumont samarbete med Sony Pictures Entertainment och Paramount Pictures.